# Georg Heinrich von Langsdorff

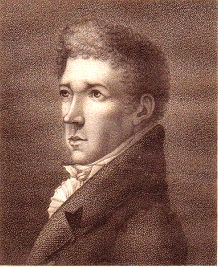
Hercule Florence: Georg Heinrich von Langsdorff (um 1828)

Georg Heinrich von Langsdorff (auch Langsdorf, russisch auch Grigori Iwanowitsch Langsdorf, Григорий Иванович Лангсдорф; * 18. April 1774 in Wöllstein, Rheinhessen; † 29. Juni 1852 in Freiburg im Breisgau) war ein deutsch-russischer Arzt, Naturforscher und Forschungsreisender. Sein offizielles botanisches Autorenkürzel lautet „Langsd.“

## Leben
Georg Heinrich von Langsdorffs Geburtsort Wöllstein lag im damaligen Herzogtum Nassau-Usingen. Sein Vater, Johann Gottlieb Emil, war Oberamtmann in Lahr und zuletzt Vice-Kanzler am Cassationshof des Großherzogtums Baden in Bruchsal. Die Familie hatte von dem Adelsprädikat, das ihr seit 1375 zukam, keinen Gebrauch gemacht; mehrere Mitglieder der Familie, unter diesen auch Georg Heinrich, erneuerten aber ihren Adelsstand durch persönliche Verdienste oder durch die besondere Gunst ihrer Landesherren. Zuschreibungen des Adelstitels Freiherr in der Literatur sind unbelegt erfolgt. Als solchen weisen Georg Heinrich von Langsdorff weder der Heiratsregistereintrag von 1837 und der Sterberegistereintrag von 1852 aus, noch hat er sich selbst in seinen Werken damit bezeichnet.
Langsdorff besuchte die Schule zu Buchsweiler im Elsass und das Gymnasium in Idstein. In Göttingen nahm er das Studium der Medizin auf und schloss es bereits 1797 als 23-Jähriger mit der Promotion ab. Danach begleitete er den Prinzen Christian August von Waldeck-Pyrmont (1744–1798) nach Lissabon und trat nach dem Tod des Prinzen 1801 als Arzt in den Dienst der Hilfstruppen im Feldzug gegen Spanien ein. Nach dem Frieden von Amiens im März 1802 kehrte er nach Deutschland zurück. 1803 wurde er zum korrespondierenden Mitglied der Göttinger Akademie der Wissenschaften gewählt. Durch die in Deutschland gewonnenen Kontakte zu russischen Wissenschaftlern nahm er an der ersten Hälfte der 1803 begonnenen Weltumseglung von Adam Johann von Krusenstern mit dem Segelschiff Nadeschda von Kronstadt um das Kap Hoorn herum nach Kamtschatka teil. Dann kehrte er von Ochotsk durch Sibirien nach Sankt Petersburg zurück, das er 1807 erreichte. Seine Eindrücke und Erlebnisse aus der Forschungsreise hielt er im ersten Band seiner zweibändigen Bemerkungen auf einer Reise um die Welt in den Jahren 1803 bis 1807 fest. Sie erschienen im Jahre 1812 in Frankfurt am Main. Seine Berichte gehören zu den frühesten und besten wissenschaftlichen Quellen über dieses Gebiet. Die Bücher enthalten viele Tafeln mit anschaulichen Illustrationen (unter anderem auch die erste Ansicht von San Francisco).

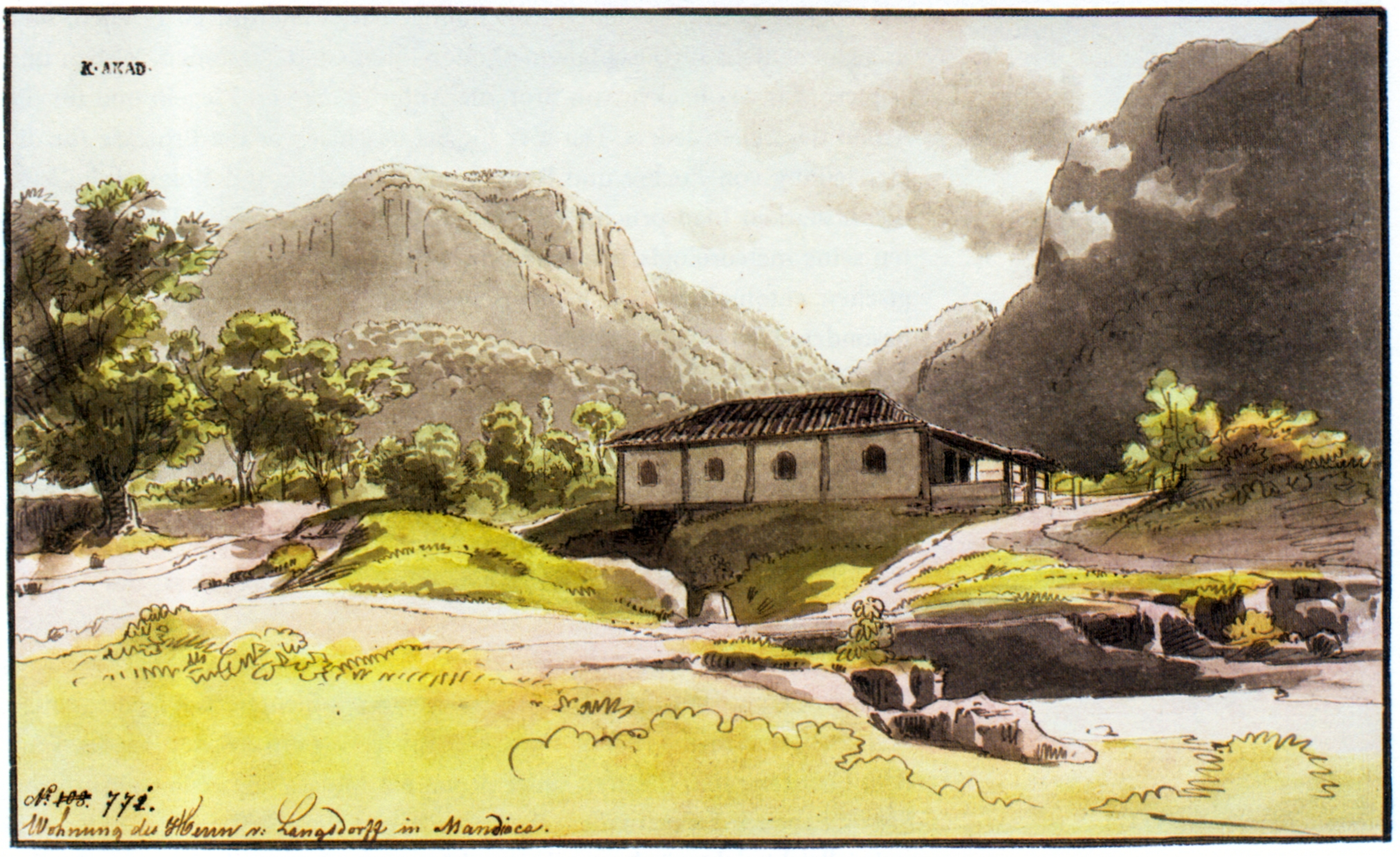
Wohnung des Herrn von Langsdorff in Mandioca in der Nähe von Rio de Janeiro, gemalt von Thomas Ender, 1817–1818

Nach seiner Rückkehr wurde er Hofrat und Adjunkt bei der Kaiserlichen Akademie der Wissenschaften in Sankt Petersburg. Ab 1813 fungierte Langsdorff neben seiner wissenschaftlichen Tätigkeit als russischer Generalkonsul in Brasilien. 1822 segelte er mit 90 angeworbenen Auswanderern, mit dabei auch der Zweiraderfinder Karl Drais als Landmesser, zu seinem Landgut Mandioca in der Nähe von Rio de Janeiro. Dieses hatte er 1816 erworben und wollte es zu einem Mustergut ausbauen und die Kolonisation fördern. Unter anderem waren auf diesem Landgut auch die beiden bayerischen Naturwissenschaftler Spix und Martius im Jahre 1817.
1824 bis 1828 unternahm Langsdorff eine mehrjährige Brasilien-Expedition, an der mehrere Zoologen und Botaniker teilnahmen. Zeitweise beteiligten sich auch die Maler Johann Moritz Rugendas und Hercule Florence an dieser Expedition. Nach vielen Schwierigkeiten und Abenteuern musste er, lebensgefährlich erkrankt und geistig verwirrt, die Expedition abbrechen. Er litt an Gehirntyphus und Malaria.
1830 kam Langsdorff mit seiner Familie nach Deutschland zurück und lebte zunächst in Baden-Baden und dann in Freiburg. Langsdorff starb 1852 in Freiburg, nachdem er sich nach seiner Brasilien-Expedition nie wieder vollständig erholt hatte. Seine handschriftlichen Berichte, Tagebücher und Illustrationen zu dieser Expedition sind im Staatsarchiv der Akademie der Wissenschaften in St. Petersburg verwahrt. In Brasilien sammelte Langsdorff Insekten, Vögel und Pflanzen. Von Langsdorff erstbeschriebene Arten werden in der biologischen Nomenklatur mit der Abkürzung „Langsd.“ versehen.
Bereits 1808 war er zum korrespondierenden Mitglied der Mathematisch-physikalischen Klasse der Bayerischen Akademie der Wissenschaften ernannt worden, 1823 folgte seine Ernennung zum auswärtigen Mitglied.
Er heiratete 1812 Friederike von Schubert (1791–1842), eine Tochter des Astronomen Friedrich Theodor von Schubert. Die Ehe, aus der zwei Töchter hervorgingen, wurde 1819 geschieden. Anschließend heiratete er seine Cousine Wilhelmine Langsdorff (1801–1874).
Einer seiner Söhne war Georg von Langsdorff, der sich an der Revolution 1848 beteiligte und später für die Prophylaxe in der Zahnheilkunde wirkte.

## Ehrungen
Die Pflanzengattung Langsdorffia Mart. ist nach ihm benannt worden. Ferner wurden die Moosarten Mittenothamnium langsdorffii Hook. und Thamniopsis langsdorffii Hook. zu seinen Ehren benannt. Coenraad Jacob Temminck widmete ihm 1821 den Namen der Brustband-Fadenelfe (Discosura langsdorffi). Auch ein Tukan, der Langsdorffarassari (Selenidera reinwardtii langsdorffii Wagler, 1827) wurde nach Langsdorff benannt.
In seinem Geburtsort Wöllstein erinnert der Name einer Straße an den Wissenschaftler.
Um die Erinnerung an den Naturforscher wach zu halten und die Forschung zu beleben, hat die Stadt Lahr im April 2024 ein Symposium zu Langsdorffs Ehren veranstaltet.

## Werke
- Bemerkungen auf einer Reise um die Welt in den Jahren 1803 bis 1807, 2 Bände, Frankfurt am Main 1812 (Digitalisat; auch Gekürzte Version als E-Text)
- Bemerkungen über Brasilien. Mit gewissenhafter Belehrung für auswandernde Deutsche, Heidelberg 1821 (Digitalisat bei der SUB Göttingen)